# ルイス・バジェニージャ
ルイス・ホセ・バジェニージャ・パチェコ（Luis José Vallenilla Pacheco、1974年3月13日 - ）は、ベネズエラ・カラカス出身の元サッカー選手。ベネズエラ代表であった。ポジションはDF。

## 所属クラブ
- 1997-1998  トルヒジャーノスFC
- 1998-2001  カラカスFC
- 2001-2002  デポルティーボ・タチラFC
- 2002-2004  カラカスFC
- 2004-2005  クラブ・オリンポ
- 2005  ミネロス・デ・グアヤナ
- 2005-2006  デポルティーボ・クエンカ
- 2006-2007  UAマラカイボ
- 2007-2008  ネア・サラミス・ファマグスタFC
- 2008-2009  ミネロス・デ・グアヤナ